# 宝大祥

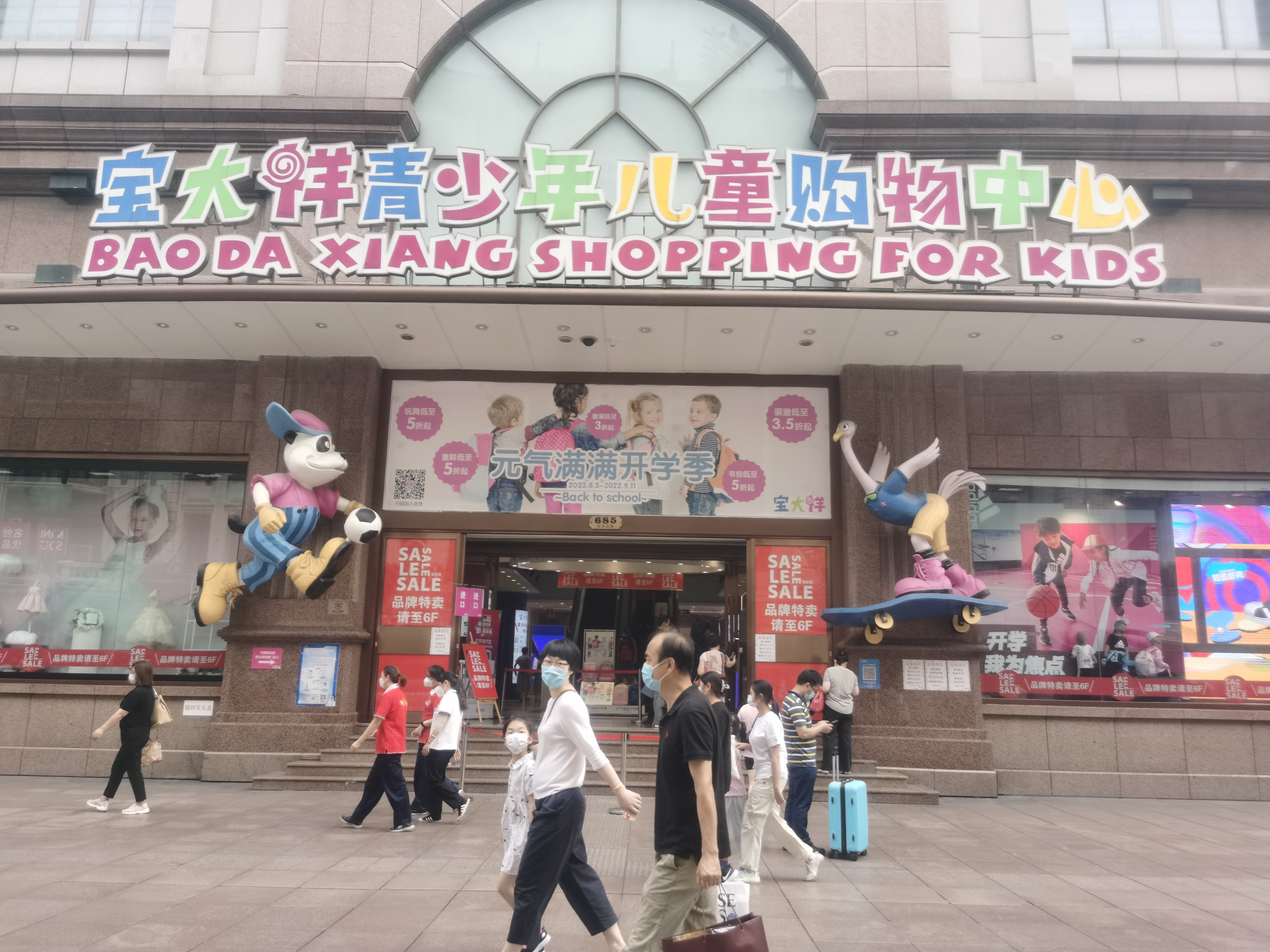
位于南京东路685号的宝大祥

宝大祥是中華人民共和國上海市一家企業，原本是一家販賣绸布的商店，与协大祥、信大祥同称三大祥。1924年，原“协大祥”股东柴宝怀、丁丕山等因股东矛盾，从“协大祥”退股后，集资24万两银子，在小东门“协大祥”东侧开设宝大祥。宝大祥店名取自柴宝怀的“宝”字。宝大祥曾經在南京东路和金陵中路設有绸布商店。1993年开始，宝大祥轉型成百货商场和批发市场，1999年开始，轉型為青少年儿童购物中心。截至2016年，宝大祥在上海有16家連鎖店，在苏州、杭州、无锡、南京、武汉等地也開設連鎖店。

## 外部連結
- 官方网站